# Leonharder See
Der Leonharder See (auch: St. Leonharder See) ist ein kleiner See im Villacher Stadtteil St. Leonhard. Das Gewässer wird vom Land Kärnten als mesotroph eingestuft.

## Lage und Nutzung
Der See liegt am nördlichen Stadtrand von Villach, in unmittelbarer Nähe des etwas größeren Vassacher Sees. Beide Seen entstanden aus Toteis-Schollen, die beim Rückzug des Draugletschers auf einer Schotterterrasse in diesem Gebiet zurückblieben. Der Abfluss des Vassacher Sees durchfließt auf etwa 300 m Länge ein Moorgebiet und mündet dann in den Leonharder See. Dieser hat einen kleinen Abfluss im Südosten, der sich nach wenigen hundert Metern im Stadtgebiet von Villach verliert.
Die Uferzonen des Sees sind flach und nur in geringem Maß von Schilf und anderen Pflanzen bewachsen. Größere Veränderungen der Uferlinie erfolgten durch einen Hotelkomplex am Nordufer sowie durch Aufschüttungen verschiedener privater Badeplätze.

## Fischbestand
Wie der Vassacher See ist auch der Leonharder See Eigenrevier eines lokalen Fischereivereines. Neben den folgenden Fischarten kommen im Leonharder See auch Edelkrebs (Astacus astacus) vor.
- Hecht (Esox lucius)
- Barsch (Perca fluviatilis)
- Europäischer Wels (Silurus glanis)
- Bitterling (Rhodeus amarus)
- Brachse (Abramis brama)
- Amurkarpfen (Ctenopharyngodon idella)
- Karpfen (Cyprinus carpio)
- Laube (Alburnus alburnus)
- Rotauge (Rutilus rutilus)
- Rotfeder (Scardinius erythrophthalmus)
- Schleie (Tinca tinca)
- Zander (Sander lucioperca)
- Sonnenbarsch (Lepomis gibbosus)
- Karausche (Carassius carassius)
- Japanischer Buntkarpfen